# نهائي كأس فرنسا 2006
نهائي كأس فرنسا 2006 هي المباراة النهائية من منافسة كأس فرنسا 2005–06، أقيمت المباراة في 29 أبريل 2006م، في ملعب فرنسا، بين فريقي أولمبيك مارسيليا، وباريس سان جيرمان، وفاز فيها باريس سان جيرمان، بعد أن هزم أولمبيك مارسيليا، بنتيجة 1 - 2، وكان حكم المباراة لوران دوهاميل، وحضر المباراة 79,061 شخصاً.

## تفاصيل المباراة
لعبت المباراة النهائية في 29 أبريل 2006م.
| أولمبيك مارسيليا    | 1 -2 | باريس سان جيرمان                        |
| ------------------- | ---- | --------------------------------------- |
| تويفيلو موليدا 67 ' |      | بونافينتور كالو 6 ' · فيكاش دوراسو 49 ' |